# Football à Buenos Aires

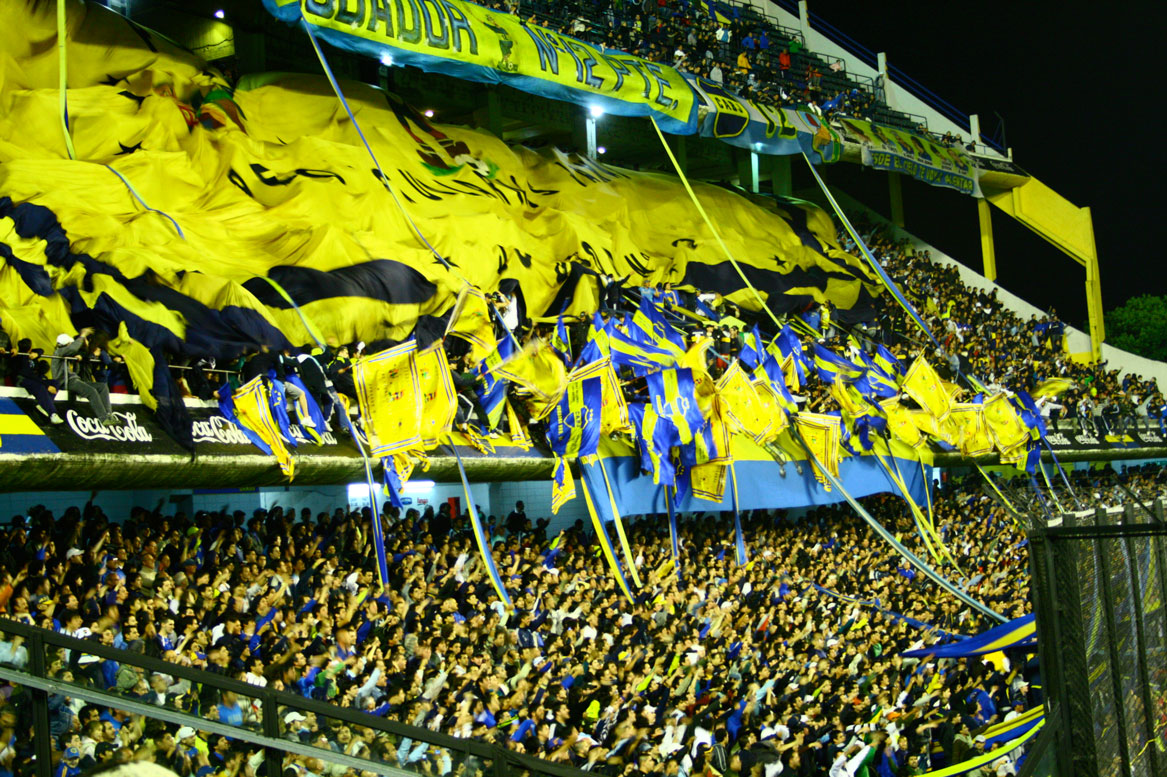
Fans de Boca Juniors

Le football à Buenos Aires a contribué de manière significative au développement du football en Argentine. Les cinq grandes équipes de football d'Argentine sont toutes basées à Buenos Aires (River Plate, Boca Juniors et San Lorenzo de Almagro) ou dans la banlieue d'Avellaneda ( Racing Club et Independiente) dans l'agglomération de Buenos Aires. En novembre 2024, les cinq clubs comptent un total de 253 trophées officiels, l'agglomération de Buenos Aires est aussi de loin la ville la plus titrée d'Amérique du Sud. Lors de la Coupe intercontinentale, qui a eu lieu 43 fois entre 1960 et 2004, les clubs de Buenos Aires ont apporté plus de titres à la capitale argentine que n'importe quelle autre ville, avec un total de huit succès. Buenos Aires est également la ville qui compte le plus de stades de football au monde et le plus de clubs professionnels et mérite le surnom de la ville du football.

## Les débuts du football à Buenos Aires

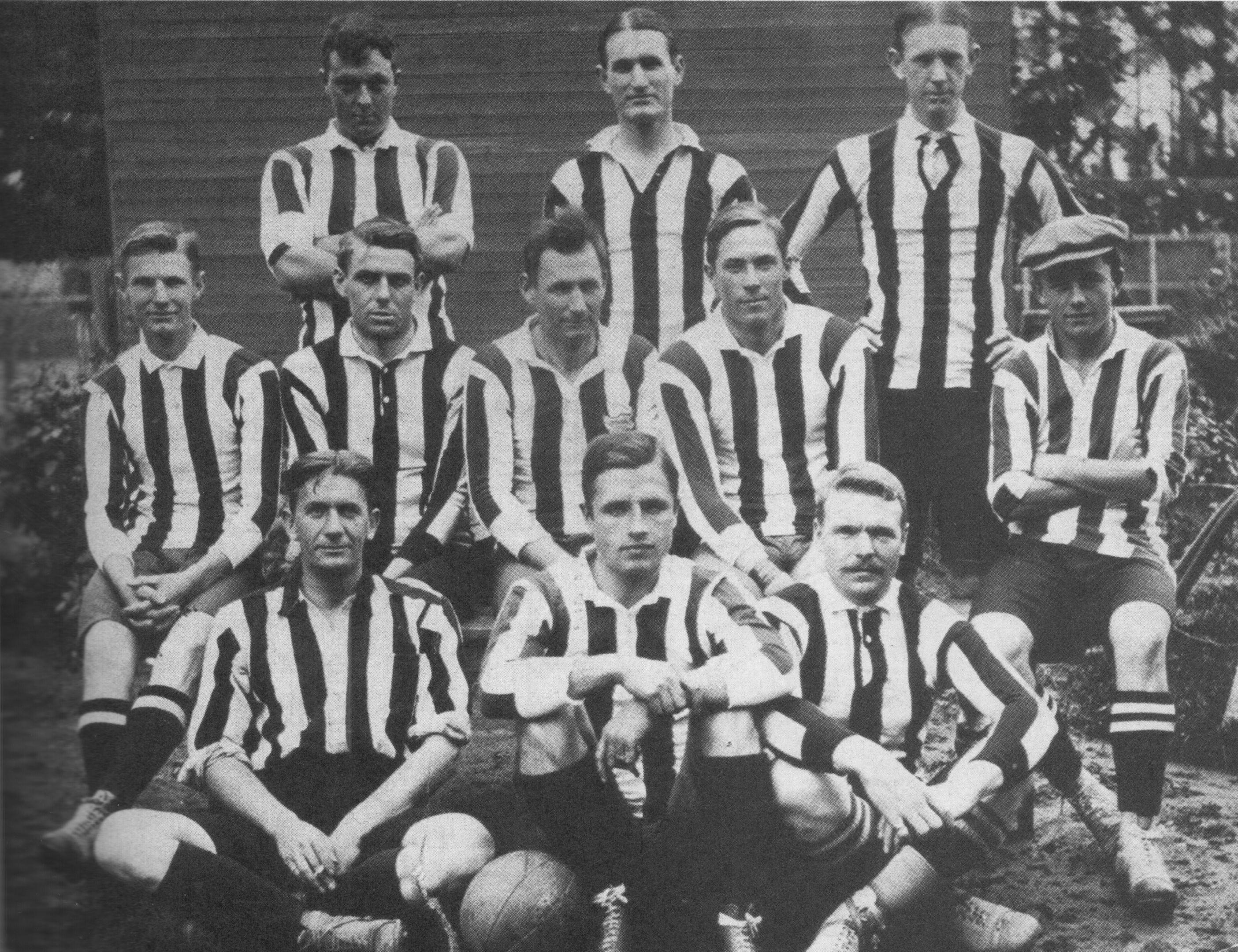
L’équipe du Alumni Athletic Club en 1910

Le premier match de football en Argentine a lieu en 1867 à l'innitiative de migrants britanniques au Buenos Aires Cricket Club.
Lorsque le championnat argentin de football a eu lieu pour la première fois en 1891, quatre des six équipes participantes venaient du Grand Buenos Aires. Le premier vainqueur de la plus ancienne ligue de football en dehors de la Grande-Bretagne a été l'équipe scolaire de la St. Andrew's Scots School, basée dans le Partido Lomas de Zamora, dans la grande région de Buenos Aires. Les champions des années suivantes venaient chacun du Partido Lomas de Zamora du Gran Buenos Aires ; le quintuple vainqueur Lomas Athletic Club est également issu d'une ancienne équipe scolaire et les champions de 1896, Lomas Academy, représentaient également un établissement d'enseignement.
En 1899, le Belgrano AC, basé à Belgrano, fut le premier club de la ville de Buenos Aires à remporter le championnat de football. Le club du quartier situé au nord de la capitale argentine, où se trouve depuis 1938 l'Estadio Monumental, domicile du River Plate et de l'équipe nationale argentine, a ensuite connu deux autres succès en 1904 et 1908. L'Alumni Athletic Club, issu d'une équipe étudiante, a remporté les dix autres titres de champion entre 1900 et 1911. Ses origines remontent au lycée anglais de Buenos Aires, également situé à Belgrano. En 1912, le Quilmes Atlético Club est devenu la première équipe encore représentée dans le football professionnel aujourd'hui, avant qu'en 1913, le Racing Club, l'une de ce qui deviendra plus tard les « cinq grandes équipes du pays », remporte pour la première fois un titre de champion.

## Records et rivalités

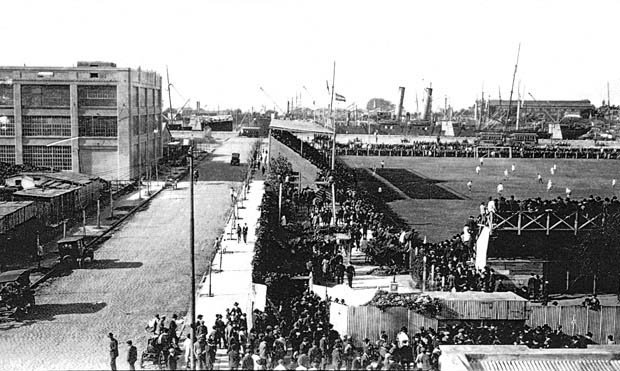
Le premier terrain du CA River Plate à la La Boca.

Avec 38 titres de champion national en 2024, River Plate est le champion des records en Argentine, suivi de son grand rival Boca Juniors avec 35 titres (en 2024), qui à son tour est l'un des vainqueurs records de la Coupe intercontinentale, désormais disparue, avec 3 titres. Les matchs entre ces deux équipes sont nommés le Superclásico qui divise le pays, puisqu'environ 72 pour cent des supporters de football argentins seraient supporters de l'un de ces deux clubs (40 pour cent pour Boca et 32 pour cent pour River Plate). Les deux clubs étaient à l'origine basés dans le quartier portuaire de La Boca, mais River Plate a ensuite quitté le quartier populaire de la banlieue sud de la ville et s'est installé dans le nord chic de la capitale argentine. À cette époque, le club commençait à dépenser des sommes importantes pour acheter des joueurs et gagnait ainsi le surnom de « Los Millonarios ».

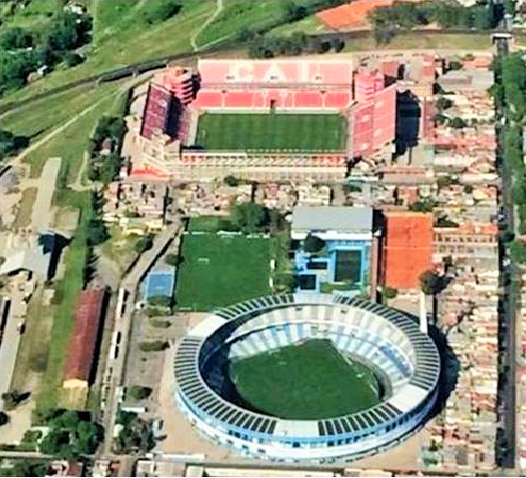
Vue aérienne des stades du Racing et de l'Independiente

Derrière les deux grands se trouvent les clubs rivaux d'Avellaneda, une banlieue de Buenos Aires, située immédiatement au sud de La Boca qui a été déclarée en 2020 capitale nationale du football. Le Racing Club a remporté 18 championnats et son concurrent Independiente 16 fois. Independiente a également été le premier club à amener la Copa Libertadores en Argentine en 1964 et est le recordman de la compétition la plus prestigieuse des équipes de clubs sud-américains avec sept succès. En 1967, le Racing Club devient le premier club argentin à remporter la Coupe intercontinentale. Le fait étonnant est que les stades du Racing et de l'Independiente se trouvent à 300m l'un de l'autre leur confrontation est appelée le Clásico de Avellaneda.
Le cinquième club majeur est le CA San Lorenzo, qui a remporté 15 titres de champion et a été le premier club à remporter la Copa Sudamericana, introduite en 2002. Son affrontement avec le CA Huracán, quintuple champion, est considéré comme le troisième derby le plus important du Gran Buenos Aires, les deux clubs résidant dans les quartiers voisins de Boedo et Parque Patricios. Un autre derby traditionnel est la rencontre entre Vélez Sársfield et Ferro Carril Oeste.
Cependant, le derby le plus ancien d'Argentine a lieu à Quilmes à 17km de la capitale, entre le Quilmes AC et l'Argentino de Quilmes.

## Liste des clubs de football de Buenos Aires
Il y a 9 clubs dans la ville et 23 dans l'agglomération de Buenos Aires qui concentre la moitié des équipes du championnat d'Argentine.
| Club                           | Siège                            | Fondation | Titres | Rival principal                                                                  |
| ------------------------------ | -------------------------------- | --------- | --- | -------------------------------------------------------------------------------- |
| River Plate                    | Núñez, Buenos Aires              | 1901      | Primera Division (38 titres) Copa Libertadores (4) Recopa Sudamericana (3) Coupe Intercontinentale-Vainqueur 1986                                               | Boca Juniors (Superclásico)                                                      |
| Argentinos Juniors             | La Paternal, Buenos Aires        | 1904      | Primera Division (3) Copa Libertadores-Vainqueur 1985 | All Boys                                                                         |
| Atlanta                        | Villa Crespo, Buenos Aires       | 1904      | Finaliste Copa Argentina (1969) | Chacarita Juniors (Clásico de Villa Crespo)                                      |
| Chacarita Juniors              | Chacarita, Buenos Aires          | 1906      | Primera Division (1 en 1969) | Atlanta (Clásico de Villa Crespo)                                                |
| All Boys                       | Floresta, Buenos Aires           | 1913      | | Argentinos Juniors Nueva Chicago                                                 |
| Ferro Carril Oeste             | Caballito, Buenos Aires          | 1904      | Primera Division (1982, 1984) | Vélez Sársfield (Clásico del Oeste)                                              |
| Vélez Sársfield                | Liniers, Buenos Aires            | 1910      | Primera Division (10) Vainqueur Copa Libertadores en 1994 Vainqueur Recopa Sudamericana en 1997 Coupe Intercontinentale-Vainqueur 1994                          | Ferro Carril Oeste (Clásico del Oeste)                                           |
| Nueva Chicago                  | Mataderos, Buenos Aires          | 1911      | | Almirante Brown All Boys                                                         |
| San Lorenzo                    | Boedo, Buenos Aires              | 1908      | Primera Division (15) Vainqueur Copa Libertadores en 2014 vainqueur Copa Sudamericana en 2002                                                                   | Huracán (Clásico Porteño)                                                        |
| Huracán                        | Parque Patricios, Buenos Aires   | 1908      | Primera Division (5) Copa Argentina (1 en 2014) | San Lorenzo (Clásico Porteño)                                                    |
| Boca Juniors                   | La Boca, Buenos Aires            | 1905      | Primera Division (35) Record de Copa Argentina (3) Copa Libertadores (6) Copa Sudamericana (2) Record de Recopa Sudamericana (4) Coupe Intercontinentale (3)    | River Plate (Superclásico)                                                       |
| Tigre                          | Victoria, San Fernando           | 1902      | Finaliste Copa Sudamericana en 2012 | Platense (Clásico de la Zona Norte)                                              |
| Platense                       | Vicente López                    | 1905      | Primera Division (vice-champion en 1916) | Tigre (Clásico de la Zona Norte)                                                 |
| Club Almagro                   | Almagro, Tres de Febrero         | 1911      | | Estudiantes (Clásico de Tres de Febrero)                                         |
| CA Estudiantes Caseros         | Caseros, Tres de Febrero         | 1898      | demi-finale Copa Argentina en 2013 | Club Almagro (Clásico de Tres de Febrero)                                        |
| CD Morón                       | Morón                            | 1947      | | Almirante Brown (Clásico de la Zona Oeste)                                       |
| Almirante Brown                | San Justo, La Matanza            | 1922      | | CD Morón (Clásico de la Zona Oeste) Nueva Chicago                                |
| CA Banfield                    | Banfield, Lomas de Zamora        | 1896      | Primera Division (champion Apertura 2009) | CA Lanús (Clásico del Sur) CA Los Andes (Clásico del Partido de Lomas de Zamora) |
| CA Los Andes                   | Lomas de Zamora, Lomas de Zamora | 1917      | | CA Banfield (Clásico del Partido de Lomas de Zamora)                             |
| CA Temperley                   | Temperley, Lomas de Zamora       | 1912      | | CA Los Andes                                                                     |
| CA Lanús                       | Lanús, Lanús                     | 1915      | Primera Division (2) Vainqueur Copa Sudamericana en 2013 Vainqueur Copa Conmebol en 1996                                                                        | CA Banfield (Clásico del Sur) Talleres (Clásico del Partido de Lanús)            |
| Talleres                       | Remedios de Escalada, Lanús      | 1906      | | CA Lanús (Clásico del Partido de Lanús)                                          |
| Independiente                  | Avellaneda, Avellaneda           | 1905      | Primera Division (16) Record Copa Libertadores (7 titres) Vainqueur Copa Sudamericana en 2010 Vainqueur Recopa Sudamericana en 1995 Coupe Intercontinentale (2) | Racing Club (Clásico de Avellaneda)                                              |
| Racing Club                    | Avellaneda, Avellaneda           | 1903      | Primera Division (18) Vainqueur Copa Libertadores en 1967 Coupe Intercontinentale(1967)                                                                         | Independiente (Clásico de Avellaneda)                                            |
| Arsenal                        | Sarandí, Avellaneda              | 1957      | Primera Division (champion Clausura 2012) Copa Argentina (2013) Vainqueur Copa Sudamericana en 2007                                                             | Club El Porvenir                                                                 |
| Club El Porvenir               | Gerli, Lanús                     | 1915      | | Arsenal Fútbol Club                                                              |
| San Telmo                      | Dock Sud, Avellaneda             | 1904      | | CS Dock Sud (Clásico de Dock Sud)                                                |
| CS Dock Sud                    | Dock Sud, Avellaneda             | 1916      | Primera Division (1933) | San Telmo (Clásico de Dock Sud)                                                  |
| Quilmes AC                     | Quilmes                          | 1887      | Primera Division (2) | Argentino de Quilmes (Clásico Quilmeño) Defensa y Justicia                       |
| Argentino de Quilmes           | Quilmes                          | 1899      | | Quilmes AC (Clásico Quilmeño)                                                    |
| Defensa y Justicia             | Florencio Varela                 | 1935      | | Quilmes AC                                                                       |
| Club Atlético Barracas Central | Barracas                         | 1904      | |                                                                                  |
| Defensores de Belgrano         | Belgrano                         | 1906      | |                                                                                  |
| Deportivo Riestra              | Nueva Pompeya                    | 1931      | |                                                                                  |
| Club Comunicaciones            | Agronomía                        | 1931      | |                                                                                  |
| Sacachispas                    | Villa Soldati                    | 1948      | |                                                                                  |
| Deportivo Español              | Parque Avellaneda                | 1956      | |                                                                                  |
| Excursionistas                 | Belgrano                         | 1910      | |                                                                                  |
| General Lamadrid               | Villa Devoto                     | 1950      | |                                                                                  |
| Sportivo Barracas              | Barracas                         | 1913      | |                                                                                  |

## Les stades
Buenos Aires est la ville avec le plus grand nombre de stades de football, avec 36 enceintes de plus de 10 000 places dans la zone métropolitaine et 18 dans la ville,, les dix principaux stades sont:

### Stade Monumental
Avec une capacité  de 83 214 places il est le plus grand stade d'Argentine et d'Amérique du Sud.

### La Bombonera
L'Estadio Alberto J. Armando, communément surnommé la Bombonera (« boîte à bonbons »), est situé dans le quartier de La Boca. C'est le domicile de Boca Juniors. Avec ses 57 200 places, il est le troisième stade d'Argentine par sa capacité.

### Stade Pedro Bidegain
Le stade Pedro-Bidegain, familièrement appelé El Nuevo Gasómetro, inauguré en 1993 accueille les matchs à domicile du club de San Lorenzo.

### Stade José Amalfitani
Le stade José Amalfitani est le stade du club du Vélez Sarsfield, l'équipe d'Argentine de rugby à XV y disputent également plusieurs matches par années. L'enceinte est nommée en l'honneur de l'une des figures les plus importantes de l'histoire du Vélez Sarsfield qui fut pendant 30 ans président du club (de 1923 à 1925 puis 1941 à 1969). Le stade est surnommé El Fortín.

### Stade Tomás Adolfo Ducó
Le stade Tomás Adolfo Ducó inauguré en 1949 accueille les matchs à domicile du club de l'Atlético Huracán. Il a une capacité de 48 314 places.

### Stade Diego Armando Maradona
L'Estadio Diego Armando Maradona est situé dans le quartier de La Paternal. Il accueille les matchs à domicile du club d'Argentinos Juniors. Sa capacité est de 22 023 places.
Depuis 2003, le stade porte le nom de Diego Maradona, considéré comme le meilleur joueur de l'histoire du football argentin, qui a porté les couleurs d'Argentinos Juniors de 1976 à 1981.

### Stade Ricardo Etcheverri
Le stade Ricardo Etcheverri dispose d'une capacité de 24 442 spectateurs.
Ouvert en 1905, il est aujourd'hui essentiellement utilisé par le club de Ferro Carril Oeste.
Le stade est nommé Arquitecto Ricardo Etcheverri en 1995 en hommage à Ricardo Etcheverri, vice-président du club pendant trente ans. Il est surnommé El Templo de Madera du fait de sa structure encore partiellement en bois.

### Stade Islas Malvinas
Le stade Islas Malvinas (en espagnol : Estadio Islas Malvinas), est situé dans le quartier de Monte Castro, inauguré en 1963 et doté de 21 500 places, il sert d'enceinte à domicile pour l'équipe du Club Atlético All Boys.

### Stade República de Mataderos
Le stade Nueva Chicago, auparavant connu sous le nom de stade República de Mataderos est situé dans le quartier de Mataderos, inauguré en 1940 et doté de 28 500 places, il sert d'enceinte à domicile pour l'équipe de football du Club Atlético Nueva Chicago.

### Stade León Kolbovsky
Le stade Don-León-Kolbovski est situé à Villa Crespo, doté de 14 000 places, il sert d'enceinte à domicile pour l'équipe  du Club Atlético Atlanta.

## Le football féminin

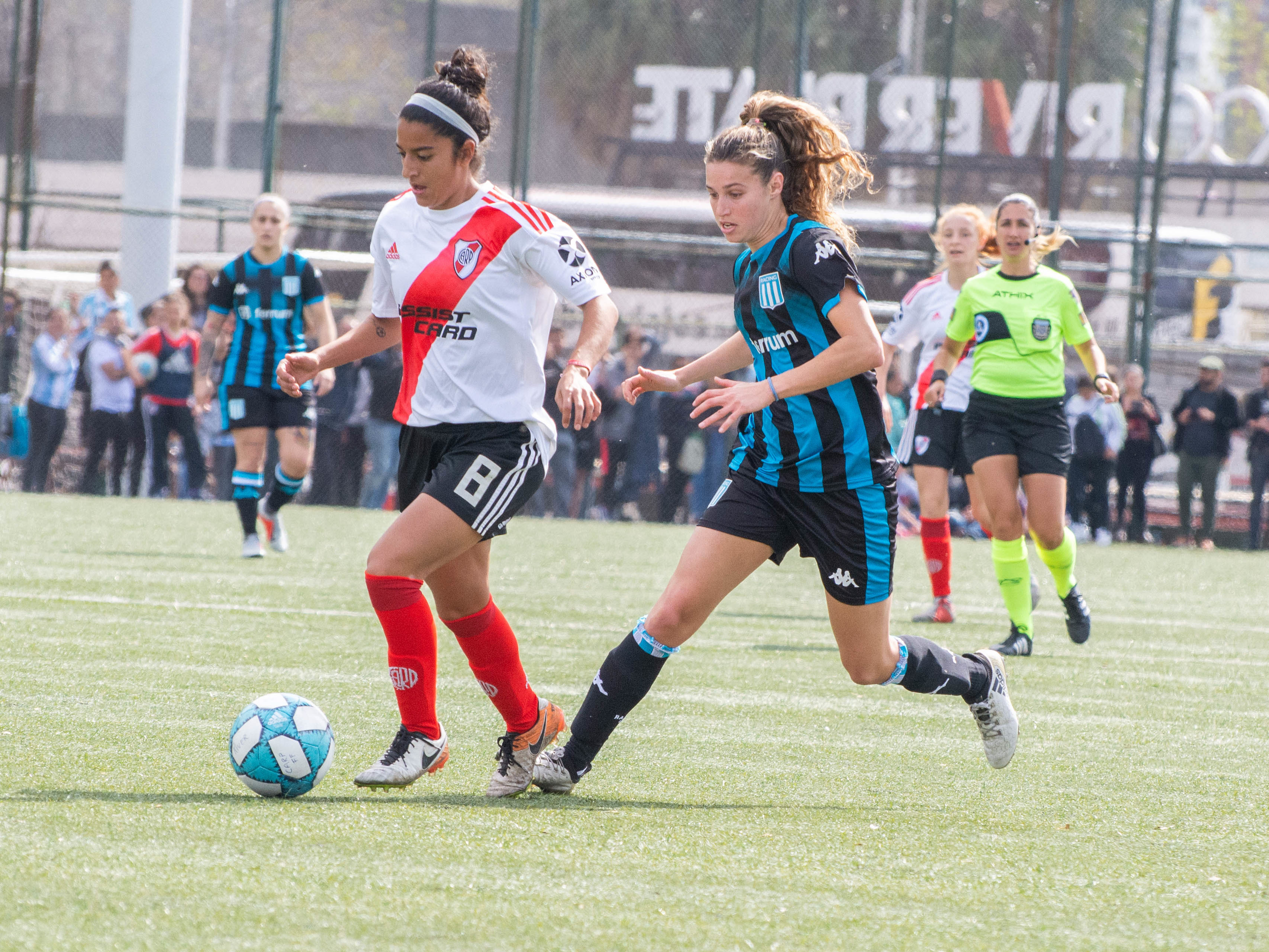
Match entre les féminines de River Plate et du Racing Club en 2019

Le premier match de football féminin joué en Argentine dont il existe une trace a eu lieu le 13 octobre 1923 sur l'ancien terrain de Boca entre deux équipes appelées Argentinas et Cosmopolitas devant six mille personnes. La même année le premier club de football féminin, appelé Río de la Plata, est créé à Buenos Aires.
Dans les années 1960, les féminines du Club Atlético Tigre étaient considérées comme l'une des meilleures équipes féminines de l'époque et cinq joueuses participeront en 1971 à la Coupe du Monde au Mexique.
Au début des années 1970, seules quelques clubs de la ville de Buenos Aires acceptaient des footballeuses : parmi les options disponibles figuraient les clubs Piraña, Excursionistas, Universitario et All Boys.
En 1978, un tournoi métropolitain d'un mois a eu lieu et a été remporté par le Racing Club.
Le premier tournoi officiel de football féminin en Argentine organisé par l'AFA a lieu en 1991. Ce tournoi comptait huit équipes participantes et le Club Atlético River Plate était le vainqueur. Les autres équipes qui ont participé à ce tournoi inaugural étaient Boca Juniors, Club Atlético Excursionistas, Independiente , Club Social y Deportivo Yupanqui, Deportivo Español, Sacachispas Fútbol Club, tous basés à Buenos Aires. Le Deportivo Laferrere provient de Gregorio de Laferrère situé dans le partido de La Matanza, dans la province de Buenos Aires.
La deuxième édition du tournoi a été remportée par Boca Juniors, puis River Plate a remporté cinq championnats consécutifs.
En 2000, un championnat sud-américain des clubs a eu lieu au Pérou avec la participation de deux équipes de Buenos Aires : River Plate et Banfield.
River Plate et Boca Juniors ont alterné à la première place du championnat pendant 17 ans. Ce n'est qu'en 2008 que San Lorenzo a brisé l'hégémonie de Boca Juniors et River Plate, remportant le championnat pour la première fois et se qualifiant pour participer à la première édition de la Copa Libertadores féminine. Lors de l'Apertura 2009, Boca Juniors est redevenu champion.
Au cours des années 2010, il y a eu une augmentation très notable d'ouverture d'écoles de football féminin, 48 seulement dans la ville de Buenos Aires, il y en aurait plus d'une centaine dans la banlieue de Buenos Aires.
Lors du tournoi Clausura de la saison 2011-2012, l'UAI Urquiza, un club de Villa Lynch dans le partido de General San Martín, a remporté pour la première fois le championnat féminin devenant la seule équipe non issue de Buenos Aires à remporter le titre.
Le 16 mars 2019, la professionnalisation du football féminin en Argentine est officialisée. Les équipes de Buenos Aires qui participent au premier championnat professionnel sont les suivantes : Boca Juniors, San Lorenzo de Almagro, River Plate, Racing Club, Independiente, Excursionistas, Huracán et Defensores de Belgrano, soit la moitié du championnat. En 2024, sur les 18 équipes de première division, 9 viennent de Buenos Aires.

## Futsal
Le Club Atlético Boca Juniors est précurseur de l’émergence du futsal en Argentine.
L’un des vrais classiques du futsal argentin est celui contre le Club Pinocho, du quartier de Villa Urquiza. Les deux clubs s’affrontent régulièrement dans « El Clásico del futsal argentino », entre les deux clubs les plus titrés du championnat.
Boca Futsal joue aussi le « Superclassic » du futsal argentin face à l’éternel rival de River Plate. Le San Lorenzo est également un des meilleurs clubs de futsal du pays.
Un autre club de futsal renommé est le Kimberley Atlético Club (es) du quartier de Villa Devoto. En 2023, les 18 équipes du championnat national de futsal viennent de Buenos Aires (11) ou de la Province de Buenos Aires (7).

## Football de plage
Avec ses plages la ville de Buenos Aires se prête à la pratique du football de plage.
Tous les grands clubs de la ville ont une section beachsoccer masculine et féminine. Le Boca Juniors participe aux deux premières éditions de la Coupe du monde des clubs de beach soccer. Les autres grands clubs sont le CA Acassuso basé à San Isidro, le CU Deportivo Provincial et Buenos Aires City.

## Culture
Les peintures murales, les céramiques et azulejos avec comme sujet le football sont omni-présentent à Buenos Aires, le plus représenté est la légende nationale Diego Maradona né à Buenos Aires,,.
Les grands clubs proposent des musées, Boca Juniors, River Plate, San Lorenzo, Argentinos Juniors.
Les supporteurs des clubs nommés hinchas vivent leur passion avec des chants, des lancers de rouleaux de papier, des confettis, il ne faut pas les confondres avec les barra brava qui se caractérisent par leur violence, dans et en dehors des stades.